# Fritillaria delavayi
Fritillaria delavayi là một loài thực vật có hoa trong họ Liliaceae. Loài này được Franch. miêu tả khoa học đầu tiên năm 1898.